# Tipula wetmoreana
Tipula wetmoreana är en tvåvingeart som beskrevs av Alexander 1947. Tipula wetmoreana ingår i släktet Tipula och familjen storharkrankar.
Artens utbredningsområde är Guatemala. Inga underarter finns listade i Catalogue of Life.